# Crematogaster nigronitens
Crematogaster nigronitens är en myrart som beskrevs av Santschi 1917. Crematogaster nigronitens ingår i släktet Crematogaster och familjen myror. Inga underarter finns listade i Catalogue of Life.